# رافائل پریموراک
رافائل پریموراک (به انگلیسی: Rafael Primorac) (زاده ۱۱ مه ۱۹۵۴ در ورگراتس، کرواسی) تهیه‌کننده فیلم کرواسی است که در ایالات متحده زندگی و کار می‌کند. وی فیلم را در آکادمی هنرهای نمایشی، دانشگاه زاگرب، کرواسی تحصیل کرد.

## فیلم‌شناسی
| سال  | فیلم          | سمت       | یادداشت                                                                                   |
| ---- | ------------- | --------- | ----------------------------------------------------------------------------------------- |
| ۲۰۰۲ | شن‌های روان    | تهیه‌کننده | با بازی مایکل دادیکوف                                                                     |
| ۲۰۰۵ | نیروی نهایی   | تهیه‌کننده | با بازی میرکو فیلیپوویچ                                                                   |
| ۲۰۰۹ | جالو          | تهیه‌کننده | با بازی آدرین برودی                                                                       |
| ۲۰۱۰ | بازی مرگ      | تهیه‌کننده | با بازی وسلی اسنایپس                                                                      |
| ۲۰۱۱ | اسرار         | تهیه‌کننده | بازیگران رابرت میانو، بیلی زین، دنی گلاور، میدو ویلیامز و مارتین لاندو                    |
| ۲۰۱۴ | آمریکایی بودن | تهیه‌کننده | بازیگران کریستوفر مک‌دونالد، سیه‌نا گیلری، لورنزو لاماس، کیتلین کارمیچل و رابرت میانو       |
| ۲۰۱۶ | سلاح بی‌نقص    | تهیه‌کننده | بازیگران استیون سیگال، جانی مسنر، ریچارد تایسون، ورنون ولز و ساشا جکسون                   |
| ۲۰۱۷ | همه را بکش    | تهیه‌کننده | با بازیگران ژان-کلود ون دام، آتم ریسر، پیتر استورماره، ماریا کونچیتا آلونسو و دنیل برنارد |
| ۲۰۱۹ | تصاحب         | تهیه‌کننده | با بازی اسکات ادکینز، ماریو فن پیبلز                                                      |
| ۲۰۱۹ | ماسک دروغ نگو | تهیه‌کننده | با بازی امانوئل ووگیر، آنا هاچیسون، جین ویسنر و آنخلا مولینا                              |